# Aplatyphylax mishmicus
Aplatyphylax mishmicus är en nattsländeart som beskrevs av Douglas E. Kimmins 1950. Aplatyphylax mishmicus ingår i släktet Aplatyphylax och familjen husmasknattsländor. Inga underarter finns listade i Catalogue of Life.